# آنیزه مقدس
آنیزه مقدس یا سانت‌آنیزه (ایتالیایی: Agnes of Rome؛ ‏ ۲۹۱ – ۳۰۴) یک قدیس مسیحی اهل ایتالیا بود.
وی که اکثر شاخه‌های مسیحیت مورد احترام قرار گرفته‌است در همان ابتدای کودکی به مسیحیت گروید و در دوازه یا سیزده سالگی در دوران حکومت دیوکلسین کشته شد تا به عنوان یکی از شهیدان مسیحی لقب بگیرد.

## نگارخانه

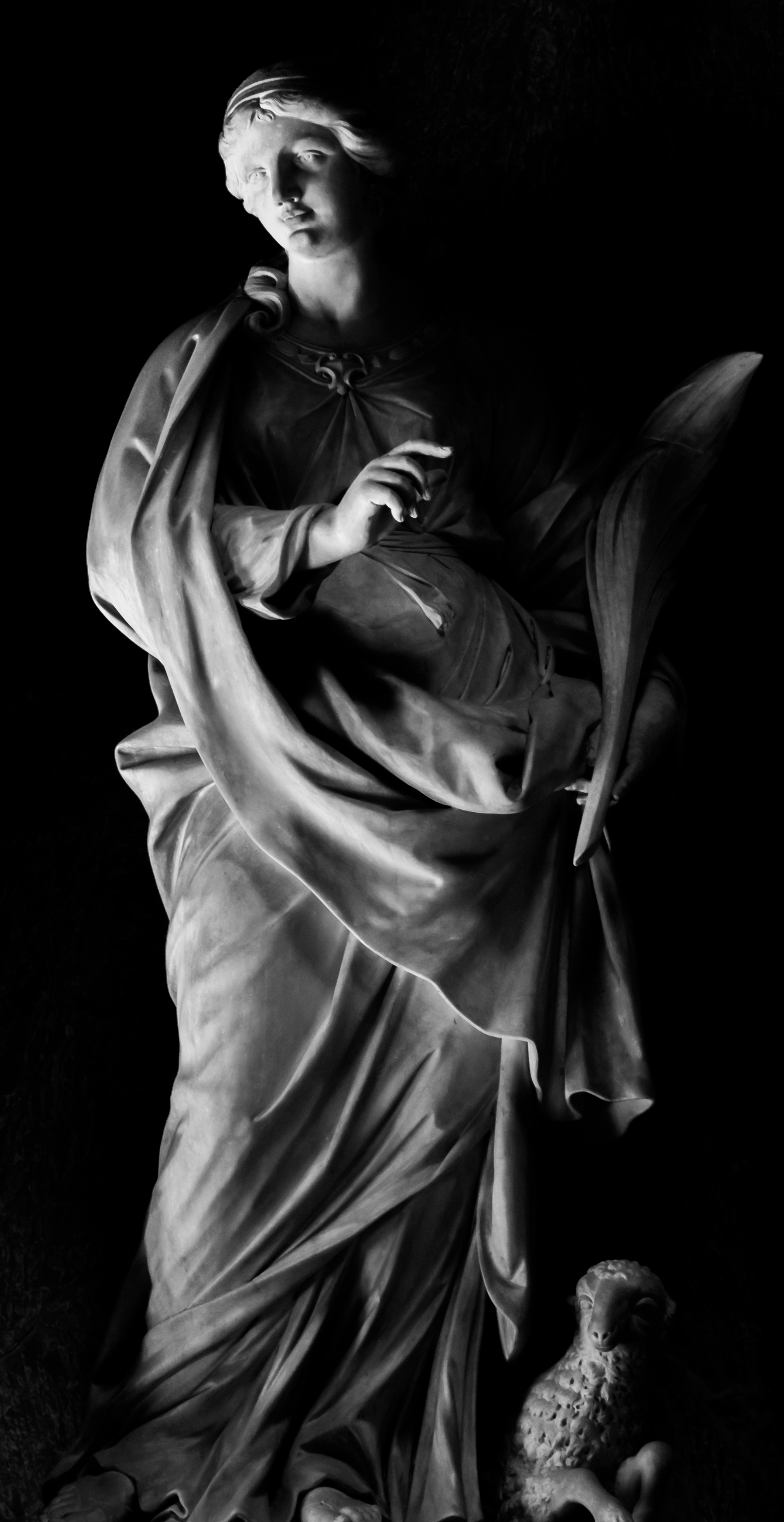
18th-century statue of Saint Agnes and the Lamb of God by Vincenzo Felici, located in the پانتئون (معبد رومی), ایتالیا
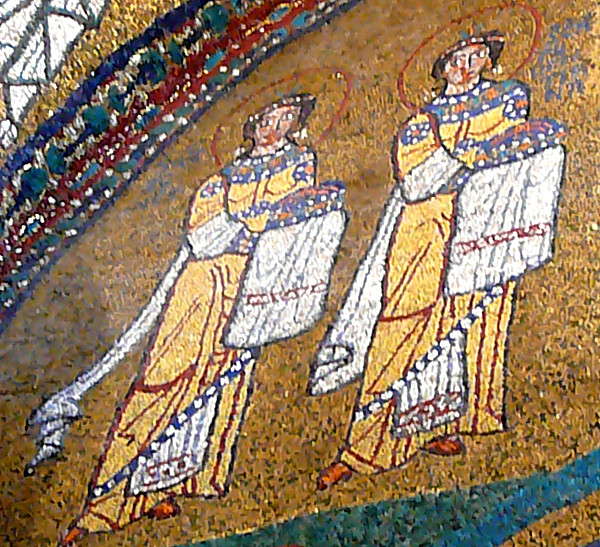
9th-century Mosaic in the Church of St. Praxedes, رم
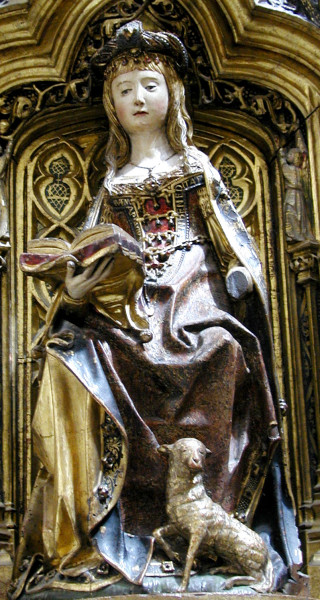
16th-century polychrome statue in Burgos Cathedral, اسپانیا
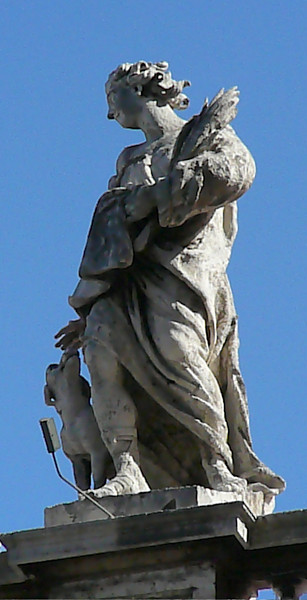
The saint's statue is among those on the colonnade in St. Peter's Square
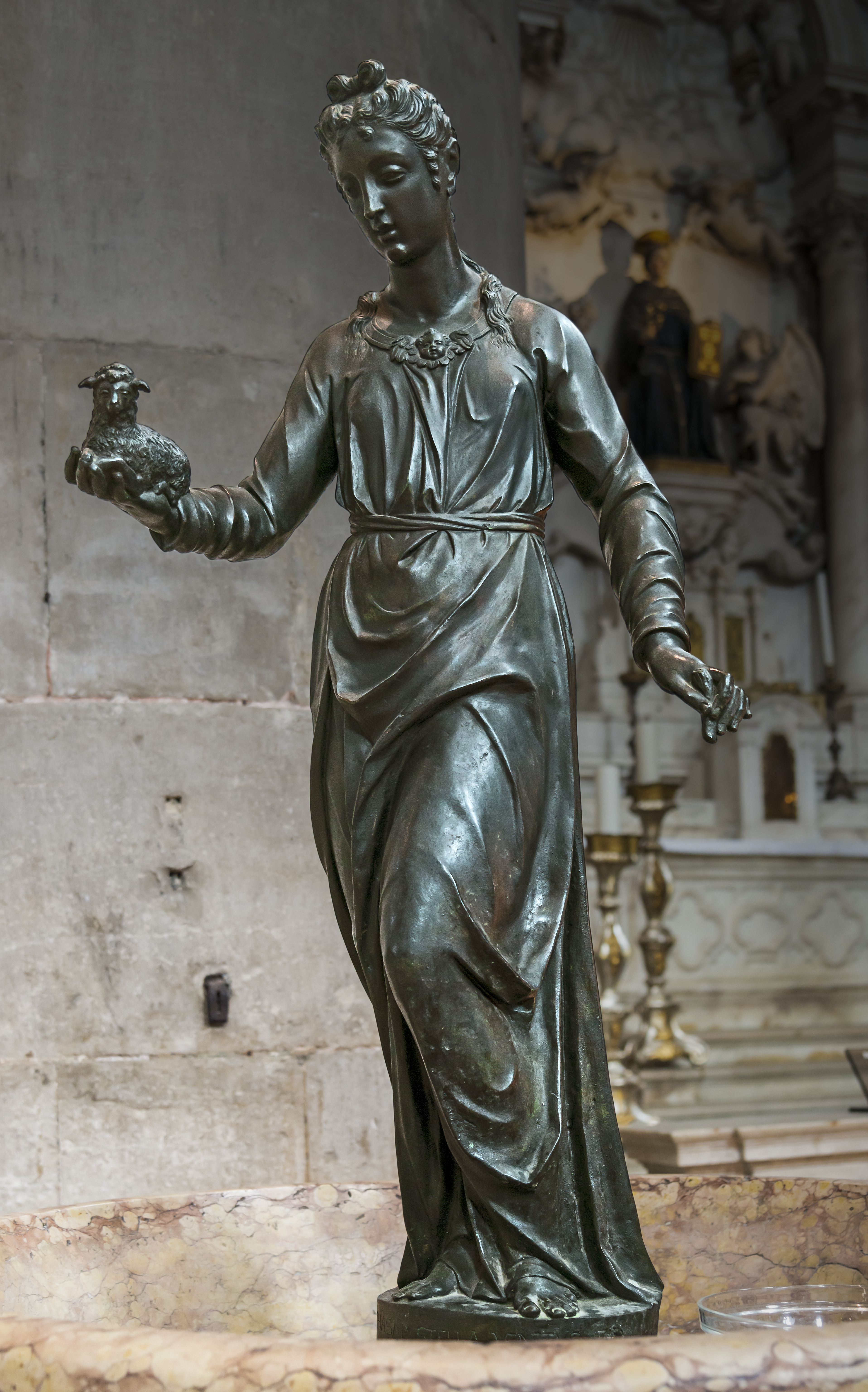
1593 by Girolamo Campagna Santa Maria Gloriosa dei Frari
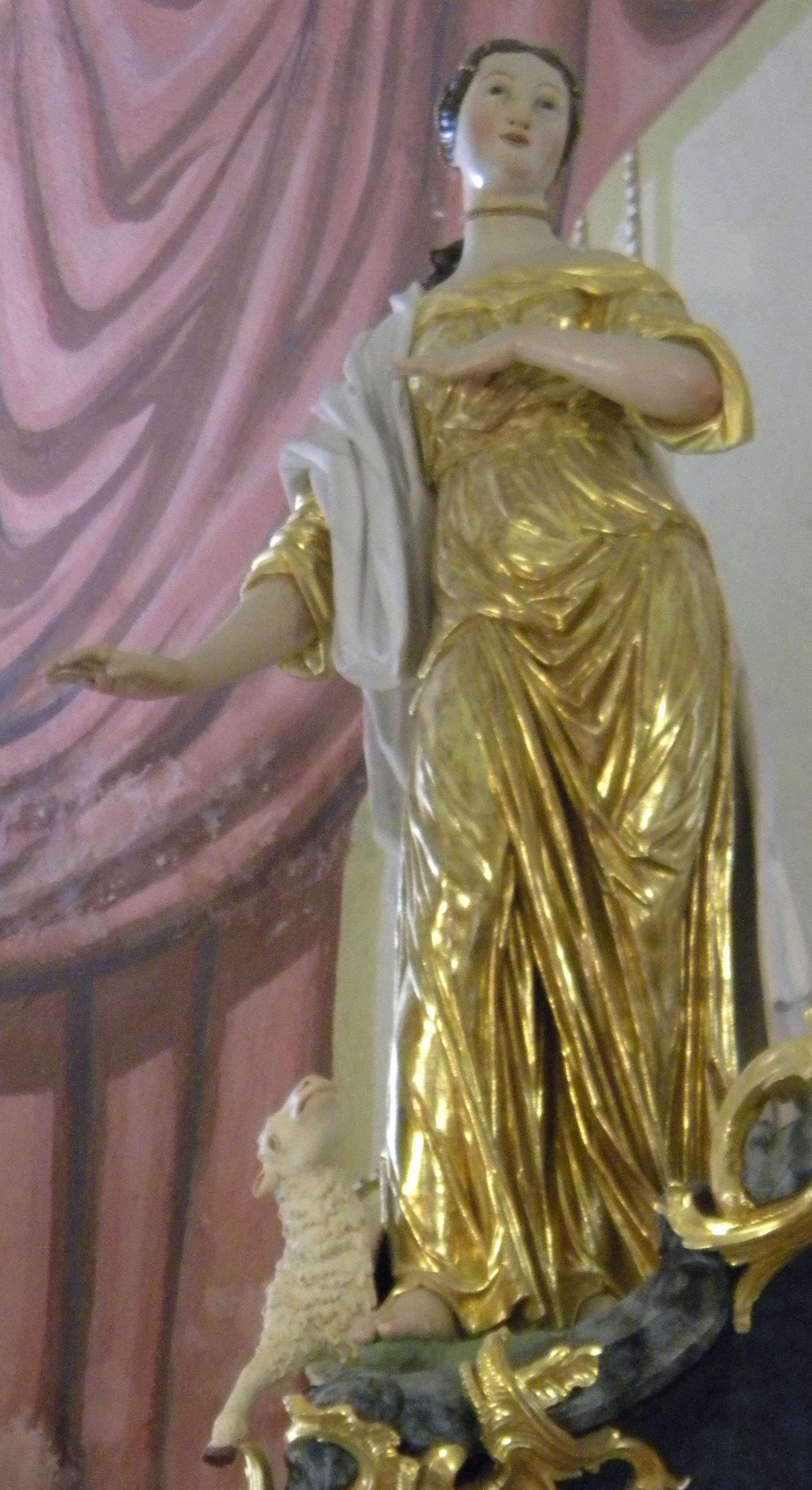
Statue in a church on Gora Oljka
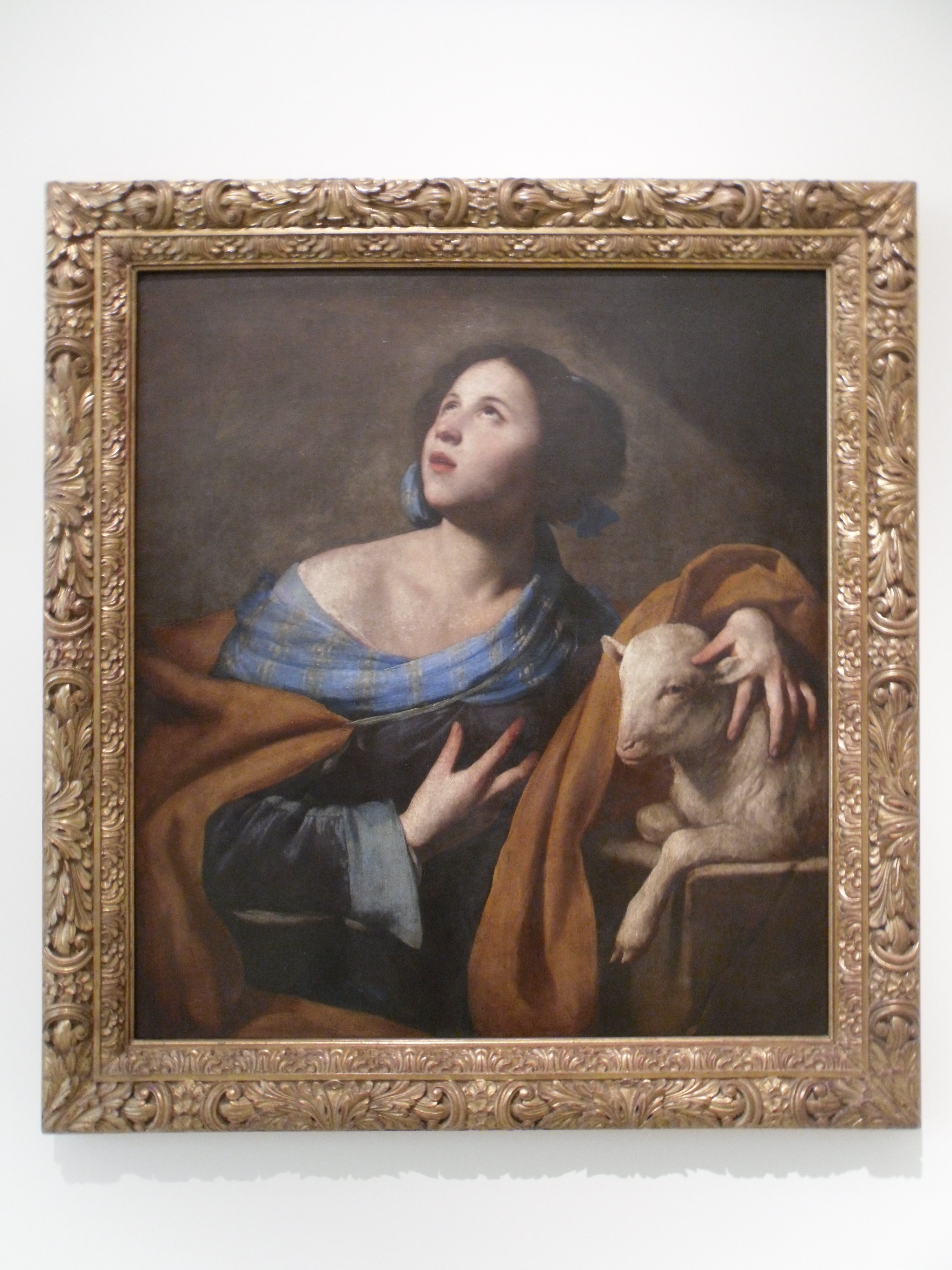
Saint Agnes (Massimo Stanzione) در موزه ملی هنر کاتالونیا
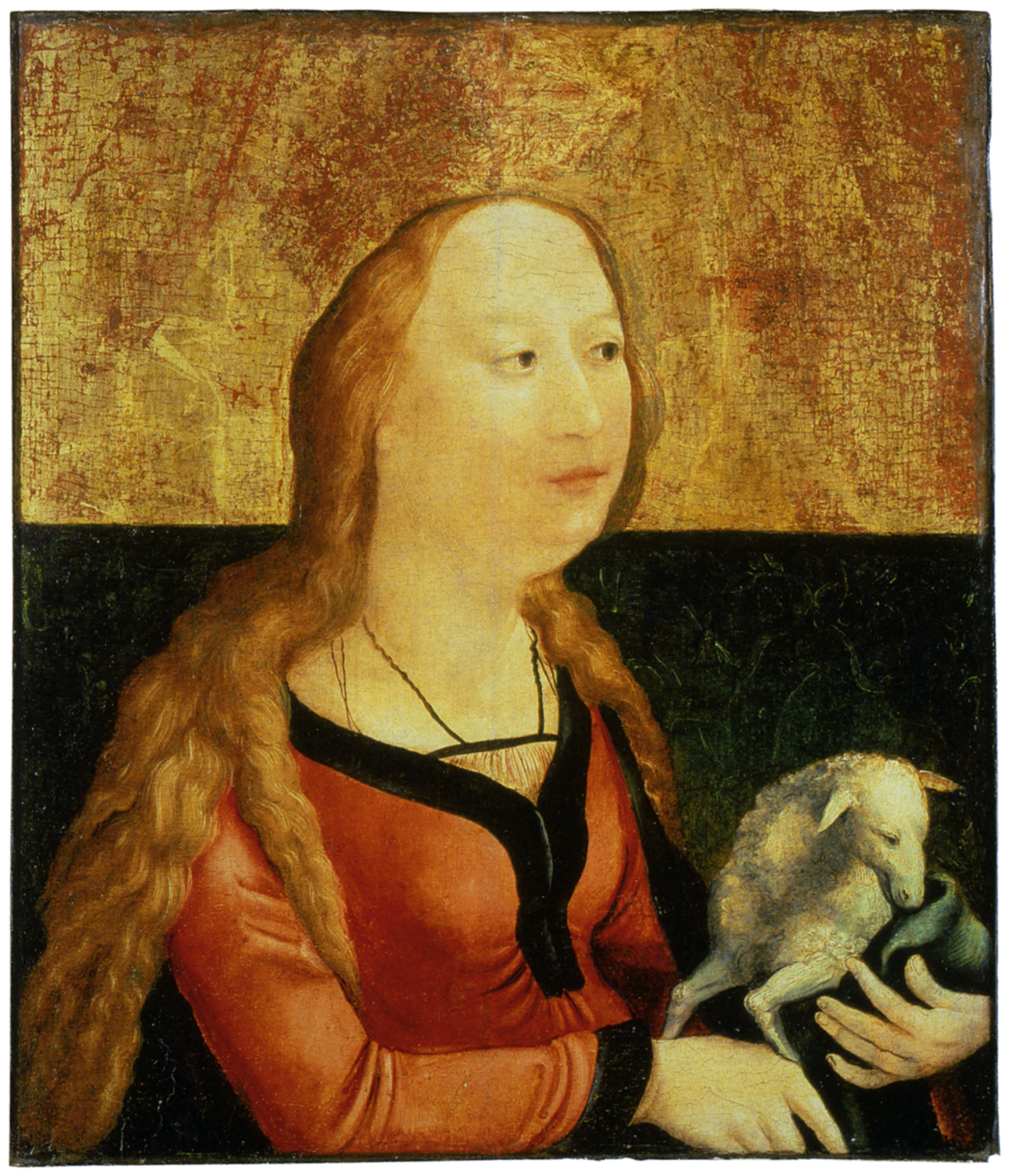
ماتیاس گرونوالد، ح. 1500, tempera on coniferous wood, Kunsammlungen der Veste Coburg, کوبورگ.
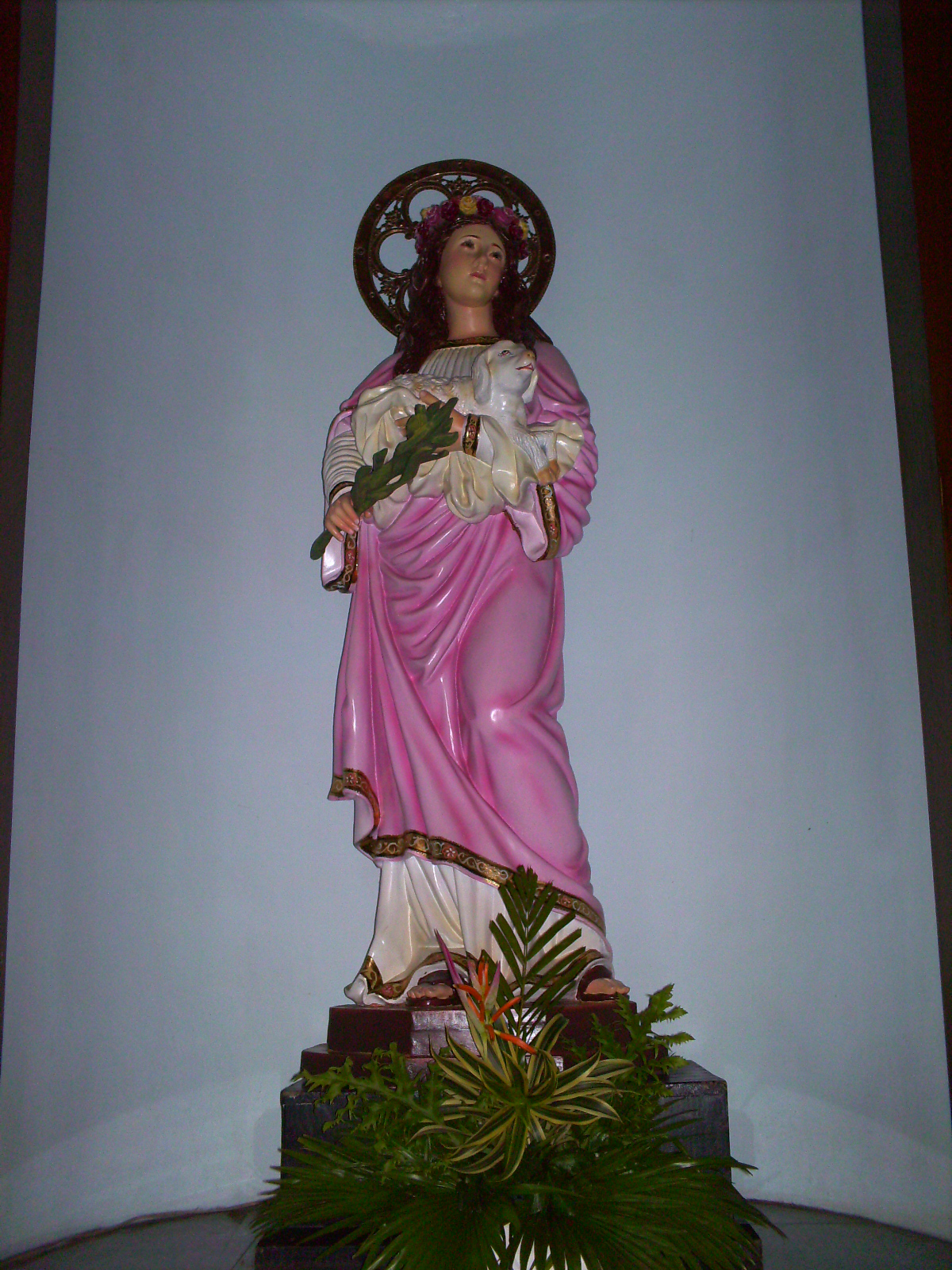
Statue of Saint Agnes, Camarin, کالوکان، فیلیپین
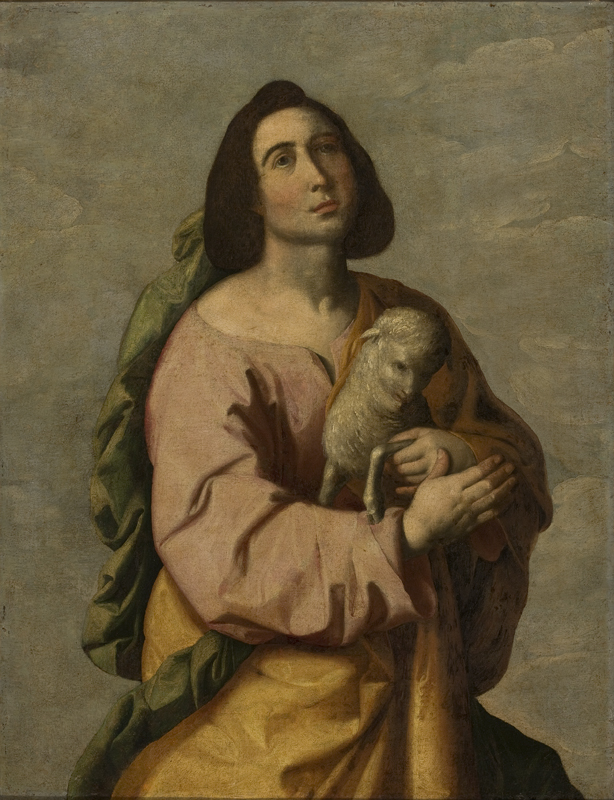
Santa Inês (Saint Agnes)
اثر فرانسیسکو دی زورباران